# ریزموش شکم‌خاکستری
ریزموش شکم‌خاکستری (نام علمی: Sminthopsis griseoventer) نام یک گونه از سرده ریزموش‌ها است.